# Кужугет, Айлана Калиновна
Кужугет Айлана Калиновна — доктор культурологии, кандидат искусствоведения, главный научный сотрудник ТИГИ, профессор кафедры философии ТывГУ, заслуженный работник образования Республики Тыва (2006).

## Биография
Кужугет Айлана Калиновна родилась 26 февраля 1961 года в г. Москве в семье служащих. В 1978 г, после окончания Кызылской средней школы № 1 поступила в Государственный институт театрального искусства им. А. В. Луначарского (г. Москва) на театроведческий факультет и закончила в 1984 году. Окончив институт, устроилась работать младшим научным сотрудником в сектор литературы и фольклора ТНИИЯЛИ (ныне ТИГПИ).С 1989 по 1991 г. была аспиранткой Российского института искусствознания Министерства культуры РФ (г. Москва). В 1994 г. защитила кандидатскую диссертацию на тему «Зрелищно-игровые элементы в культовых обрядах тувинцев», на основе которой была издана одноимённая монография.В 1998 г. получила звание старшего научного сотрудника, а в 2006 г. стала доцентом ВАК по кафедре философии. В том же году в Кемеровском государственном университете культуры и искусств она защитила диссертацию на соискание ученой степени доктора культурологии на тему: «Социокультурные детерминанты исторической динамики духовной культуры тувинцев». В 2008 г. она стала заведующей сектора культуры ТИГПИ. Успешно сочетает научно-исследовательскую работу с преподавательской на кафедре философии ТывГУ. На протяжении двадцати лет преподает следующие дисциплины: культурология, история культуры Тувы, история русской культуры, этика и эстетика в ТывГУ, а также: история искусств и народное художественное творчество в Тувинском филиале ВСГАКИ.

## Деятельность
Сфера научных интересов очень обширна и разнообразна. Включает вопросы культуры Тувы в ХХ. Работает над проектом по изданию неопубликованных рукописей о Туве путешественников и ученых конца ХІХ — начала XX в. А. К. Кужугет — она автор более 60 научных публикаций — монографий и статей, 4 учебных пособий для студентов вузов. Член правления Союза ученых Тувы «Эртем». Постоянно выступает на страницах местной печати.

## Публикации
- Традиционная культура тувинцев глазами иностранцев (конец ХІХ  — начало XX в.). — Кызыл, 2003.
- Турчанинов А. А. Урянхайский край в 1915 году. — Кызыл, 2009.
- Зрелищно-игровые элементы в культовых обрядах тувинцев. — Кызыл, 2002.
- Духовная культура тувинцев: структура и трансформация. — Кемерово, 2006.
- Тувинский летний праздник оваа дагыыры // УЗ ТИГИ. — 2002. — Вып. 19. — Кызыл.
- Зрелищность спортивных состязаний // Гуманитарные исследования в Туве. — М., 2001.
- Культура и искусство ТНР // УЗ ТИГИ. — 2004. Вып. 20. — Кызыл.
- Проблемы исследования культуры Тувы // НИТ. — 2009. — № 1—2.
- Исследовательский проект «Русские в Туве» // НИТ. — 2009. — № 1—2.
- Тувинцы и русские в контексте изучения чувства национального достоинства (постановка проблемы) // НИТ. — 2010. — № 3.
- Иннокентий Сафьянов — политический деятель, меценат и краевед // НИТ. — 2011. — № 4.
- Проблемы сохранения архитектурного облика старого Кызыла // НИТ. — 2012. — № 4.

## Награды и звания
- Заслуженный работник образования РТ (2006)
- Лауреат Премии Главы — Председателя Правительства РТ в области науки и техники (2014)
- лауреат премии Главы Республики Тыва (2015)
- Почетная грамота Главы РТ (2015)

## Семья
Прадед по материнской линии А. К. Кужугет — Иван Николаевич Львов из русской дворянской семьи. Сын Ивана Николаевича, дед А. К. Кужугет, Николай Иванович Львов — профессор, доктор наук — специалист по театрам Азии и Африки, работал в Наркомпросе у Мейерхольда. Его портрет и сейчас висит в Российской Академии театрального искусства, бывшем ГИТИСе. Бабушка была одним из первых акушеров Тувы — Саая Серенмаа. Отец Калин-оол Сереевич Кужугет был учёным и политиком, мать работала в Правительстве. Дядя — Кужугет Шойгу — первый заместитель председателя Совета министров Тувинской АССР, двоюродный брат — Сергей Шойгу — секретарь Совета Безопасности Российской Федерации. Муж А. К. Кужугет — Юрий Минаев, известный художник.